# Praia do Curral
A Praia do Curral localiza-se no distrito de Cambaquara, no sul da cidade de Ilhabela, São Paulo. Fica a 8,5 km da balsa, e 15 km da Vila de Ilhabela, em direção ao sul da ilha, cerca de 2 km depois da Praia Grande e 300 m antes da praia do Veloso. É uma das últimas praias acessível por carro nesta direção.
A praia tem uma faixa de areia plana e bastante larga, com mais de 400 m de extensão. Também é possível visualizar a capelinha no topo do morro do Curral. Na ponta do ribeirão, no lado direito, estão os destroços do navio Aymoré, atraindo alguns mergulhadores, mesmo não sendo uma praia recomendada para tal prática.
Por toda sua orla, existem os barzinhos com ótima infraestrutura, com mesas e cadeiras na areia, onde são servidos desde petiscos à gastronomia internacional. Além disso, os bares oferecem banheiro, ducha de água doce, e estacionamento. A música toca durante todo o dia. É um bom lugar para se admirar o pôr-do-sol.
Os carros podem ficar ou à beira da estrada (o que em alta temporada não é simples de se conseguir) ou no estacionamento dos terrenos dos bares.